# Crema Football Club 1931-1932
Questa pagina raccoglie le informazioni riguardanti il Crema Football Club nelle competizioni ufficiali della stagione 1931-1932.

## Stagione
Nella stagione 1931-1932 il Crema ha disputato il girone C del campionato di Prima Divisione. Con 21 punti in classifica si è piazzato in tredicesima posizione.

## Rosa
| N. |                   | Ruolo | Calciatore          |
| -- | ----------------- | ----- | ------------------- |
|    | Italia (bandiera) | P     | Cantoni             |
|    | Italia (bandiera) | D     | Giuseppe Moretti    |
|    | Italia (bandiera) | D     | Amilcare Rigosa     |
|    | Italia (bandiera) | D     | Felice Stabilini    |
|    | Italia (bandiera) | D     | Gaetano Vaiani (II) |
|    | Italia (bandiera) | D     | Verdelli            |
|    | Italia (bandiera) | C     | Renato Aschedamini  |
|    | Italia (bandiera) | C     | Adriano Dosi        |

| N. |                   | Ruolo | Calciatore        |
| -- | ----------------- | ----- | ----------------- |
|    | Italia (bandiera) | C     | Romolo Erfini     |
|    | Italia (bandiera) | C     | Bruno Manenti     |
|    | Italia (bandiera) | C     | Renato Olmi       |
|    | Italia (bandiera) | A     | Pietro Ghezzola   |
|    | Italia (bandiera) | A     | Giovanni Livraghi |
|    | Italia (bandiera) | A     | Prospero Sabbia   |
|    | Italia (bandiera) | A     | Ettore Simonetti  |
|    | Italia (bandiera) | A     | Carlo Voltini     |